# Hans-Dieter Fischer
Hans-Dieter Fischer (* 14. Dezember 1942 in Hagen) ist ein deutscher Politiker und ehemaliger Landtagsabgeordneter (CDU).

## Leben und Beruf
Nach dem Besuch der Volksschule und des Gymnasiums mit dem Abschluss Abitur studierte er an den Universitäten Münster, Köln und Bochum und promovierte 1969 zum Dr. phil. Anschließend war Fischer an verschiedenen Universitäten, zuletzt als Akademischer Direktor, tätig.
Der CDU gehört Fischer seit 1964 an. Er war in zahlreichen Parteigremien tätig, so u. a. als Vorsitzender des CDU-Kreisverbandes Hagen. Hans-Dieter Fischer ist Aufsichtsratsmitglied der Hagener Straßenbahn AG.
Hans-Dieter Fischer ist seit 1999 ehrenamtlich Erster Bürgermeister der Stadt Hagen und damit auch erster Stellvertreter des Oberbürgermeisters.

## Abgeordneter
Vom 30. Mai 1985 bis zum 30. Mai 1990 und vom 7. Dezember 1994 bis zum 31. Mai 1995 war Fischer Mitglied des Landtags von Nordrhein-Westfalen. 1985 wurde er über die Landesliste seiner Partei gewählt, 1994 rückte er über die Reserveliste nach.
Dem Rat der Stadt Hagen gehörte er ab 1979 ohne Unterbrechung an.

## Ehrungen
Am 16. Juni 2023 wurde Hans-Dieter Fischer das Verdienstkreuz am Bande für sein besonderes Engagement in politischen, kulturellen und sportlichen Belangen übergeben.